# Ніколаєв Анатолій Олексійович
Анатолій Олексійович Ніколаєв (1 березня 1949) — український хокеїст і тренер. Грав на позиції нападника.

## Спортивна кар'єра
Десять сезонів захищав кольори київських команд «Динамо» і «Сокіл». У вищій ліз провів 34 матчі (1+0), а всього в чемпіонатах СРСР — приблизно 400 ігор. Після завершення ігрової кар'єри працював тренером у СДЮШОР «Сокіл». Під його керівництвом молодіжна команда «Сокола» стала віце-чемпіоном Радянського Союзу 1985 року. Серед його вихованців син Андрій, Юрій Лясковський, Олександр Матвійчук, Дмитро Марковський, Олександр Василевський, Сергій Климентьєв, Олексій Бернацький та інші. Очолював юніорську збірну України, працював у молодіжній команді. 2008 року Анатолію Ніколаєву присвоєно почесне звання «Заслужений працівник фізичної культури і спорту України» (указ Президента України N1196/2008).

## Статистика
| Сезон   | Клуб            | Ліга   | І  | Г  | П  | О  | ШХ |
| ------- | --------------- | ------ | -- | -- | -- | -- | -- |
| 1968-69 | «Динамо» (Київ) | СРСР   | 13 | 0  | -  | -  | -  |
| 1968-69 | «Динамо» (Київ) | СРСР-2 | -  | 5  | -  | -  | -  |
| 1969-70 | «Динамо» (Київ) | СРСР   | 21 | 1  | -  | -  | -  |
| 1970-71 | «Динамо» (Київ) | СРСР-2 | 48 | 11 | -  | -  | 42 |
| 1971-72 | «Динамо» (Київ) | СРСР-2 | 31 | 8  | 7  | 15 | 28 |
| 1972-73 | «Динамо» (Київ) | СРСР-2 | 47 | 17 | 14 | 31 | 26 |
| 1973-74 | «Сокіл» (Київ)  | СРСР-2 | 40 | 14 | 11 | 25 | 30 |
| 1974-75 | «Сокіл» (Київ)  | СРСР-2 | 45 | 19 | 11 | 30 | 28 |
| 1975-76 | «Сокіл» (Київ)  | СРСР-2 | 46 | 7  | 4  | 11 | 38 |
| 1976-77 | «Сокіл» (Київ)  | СРСР-2 | 46 | 9  | 2  | 11 | 22 |
| 1977-78 | «Сокіл» (Київ)  | СРСР-2 | 28 | 2  | 1  | 3  | 18 |